# Gordan Bunoza
Gordan Bunoza (ur. 5 lutego 1988 w Ljubuškim) – bośniacki piłkarz występujący na pozycji obrońcy. 
Bunoza grał w reprezentajach juniorskich Bośni i Hercegowiny oraz młodzieżowej U-21. Zawodnik posiada również obywatelstwo chorwackie. W latach 2010–2014 grał w Wiśle Kraków.

## Kariera klubowa

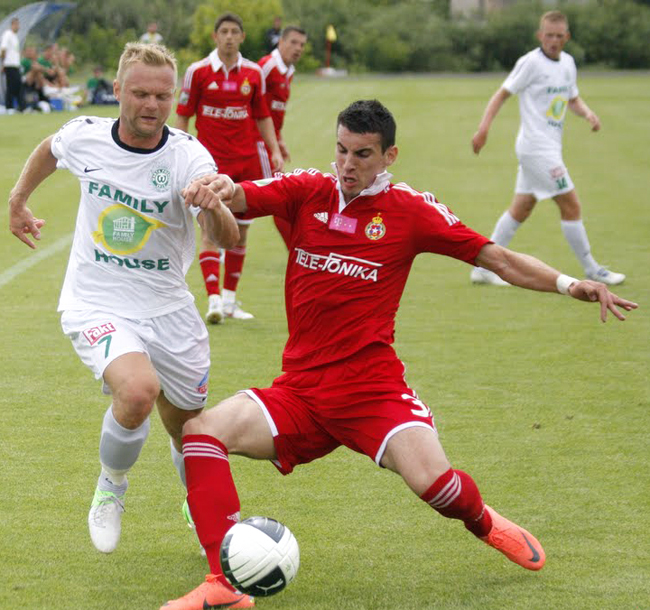
Gordan Bunoza w meczu Wisły Kraków

Bunoza jest wychowankiem bośniackiego klubu HNK Ljubuški, z którego na początku 2006 roku przeszedł do chorwackiego zespołu Kamen Ingrad. Następnie występował w NK ZET z Zagrzebia, gdzie grał w drużynach młodzieżowych do końca 2006 roku. Na początku 2007 roku przeniósł się do słoweńskiego klubu Drava Ptuj, w którym nie zdołał się przebić do składu pierwszego zespołu i po roku trafił do Austrii Lustenau. Tam występował w rezerwowym zespole, w którym zagrał dziesięć meczów i strzelił jednego gola.
Przed sezonem 2008/2009 przeszedł do drugoligowego chorwackiego klubu Hrvatski Dragovoljac. Zagrał w nim w 19 meczach ligowych i strzelił 1 bramkę. Wystąpił również w dwóch barażowych pojedynkach o awans do najwyższej klasy rozgrywkowej w Chorwacji – Prvej HNL. Ostatecznie jego drużyna okazała się gorsza w dwumeczu. Bunoza po sezonie zmienił klub i został zawodnikiem pierwszoligowego NK Karlovac. W sezonie 2009/2010 wystąpił w 27 meczach ligowych, strzelając 1 gola, a jego zespół zakończył sezon na szóstym miejscu w tabeli.
2 lipca 2010 roku Bunoza pojawił się na testach medycznych w Wiśle Kraków. Po ich odbyciu, podpisał z krakowskim klubem 4-letnią umowę. W swoim pierwszym sezonie w barwach „Białej Gwiazdy”, zdobył z Wisłą mistrzostwo Ekstraklasy. Gordan nie przedłużył kontraktu z Wisłą Kraków.

## Kariera reprezentacyjna
Bunoza występował w reprezentacjach Bośni i Hercegowiny U-17 oraz U-19, grając w eliminacjach mistrzostw Europy obu kategorii wiekowych. 10 października 2009 roku zadebiutował w reprezentacji U-21, w spotkaniu eliminacji młodzieżowych mistrzostw Europy z Walią. Od czasu debiutu był podstawowym obrońcą kadry do lat 21 i zagrał w niej w sumie w dziewięciu spotkaniach, w tym w sześciu meczach eliminacji młodzieżowych mistrzostw Europy.
W sierpniu 2010 roku Bunoza został po raz pierwszy powołany do seniorskiej reprezentacji Bośni i Hercegowiny przez trenera Safeta Sušicia na mecze eliminacyjne do Euro 2012 z Luksemburgiem i Francją.

## Statystyki
(stan na 17 sierpnia 2014)
| Klub                      | Sezon              | Liga               | Liga  | Liga   | Puchary krajowe | Puchary krajowe | Puchary europejskie | Puchary europejskie | Inne  | Inne   | Suma  | Suma   |
| Klub                      | Sezon              | Liga               | Mecze | Bramki | Mecze           | Bramki          | Mecze               | Bramki              | Mecze | Bramki | Mecze | Bramki |
| ------------------------- | ------------------ | ------------------ | ----- | ------ | --------------- | --------------- | ------------------- | ------------------- | ----- | ------ | ----- | ------ |
| Austria Lustenau Amateure | 2007–2008 (w)      | Vorarlberg-Liga    | 10    | 1      | 3               | 0               | –                   | –                   | –     | –      | 13    | 1      |
| Hrvatski dragovoljac      | 2008–2009          | 2. HNL             | 19    | 1      | 1               | 0               | –                   | –                   | 2     | 0      | 22    | 1      |
| NK Karlovac               | 2009–2010          | 1. HNL             | 27    | 1      | 2               | 0               | –                   | –                   | –     | –      | 29    | 1      |
| Wisła Kraków              | 2010–2011          | Ekstraklasa        | 14    | 0      | 4               | 0               | 1                   | 0                   | –     | –      | 19    | 0      |
| Wisła Kraków              | 2011–2012          | Ekstraklasa        | 11    | 0      | 3               | 1               | 1                   | 0                   | –     | –      | 15    | 1      |
| Wisła Kraków              | 2012–2013          | Ekstraklasa        | 19    | 0      | 5               | 0               | –                   | –                   | –     | –      | 24    | 0      |
| Wisła Kraków              | 2013–2014          | Ekstraklasa        | 26    | 0      | 1               | 0               | –                   | –                   | –     | –      | 27    | 0      |
| Wisła Kraków              | Ogólnie            | Ogólnie            | 70    | 0      | 13              | 1               | 2                   | 0                   | –     | –      | 85    | 1      |
| Ogólnie w karierze        | Ogólnie w karierze | Ogólnie w karierze | 126   | 3      | 19              | 1               | 2                   | 0                   | 2     | 0      | 149   | 4      |

## Osiągnięcia

### Wisła Kraków
- Ekstraklasa: 2010/11